# Great Wall Deer
Great Wall Deer — пикап на базе шестого поколения Toyota Hilux китайского автопроизводителя Great Wall Motors выпускавшийся в 1996—2013 годах. В 2001—2009 годах на его базе выпускался внедорожник Great Wall Safe, представлявший собой копию Toyota 4Runner третьего поколения.

## История
Производство начато в 1996 году, это стал первый пикап компании Great Wall Motors, модель принёсшая успех компании — в 1998 году это стал самый популярный пикап в Китае, и на протяжении нескольких лет удерживавший лидерство. К 2011 году было продано около 400,000 экземпляров.
Затем продажи пошли на спад: 2011 год — 29,311 шт., 2012 год — 23,927 шт., 2013 год — 9,970 шт.. Модель была постепенно заменена вышедшей в 2006 году серией пикапов Great Wall Wingle, производство завершено 1 июня 2013 года.
Модель экспортировалась в Африку и Латинскую Америку. 
В России пикап продавался с 2004 по 2008 год: 2005 год — 3307 шт.; 2006 год — 3126 шт.; 2007 год — 1068 шт.

## Технические характеристики
Подвеска: передняя — торсионная, независимая; задняя — подвешенный на рессорах неразрезной мост. Двигатели:
- бензиновый GW491QE (лицензионный Toyota 4Y) объёмом 2,2 л. мощностью 105 л. с.
- дизель 4D28 (лицензионный Isuzu 4JB1) объёмом 2.8 л. мощностью 78 л. с.

## Модификации
Выпускался в пяти модификациях:

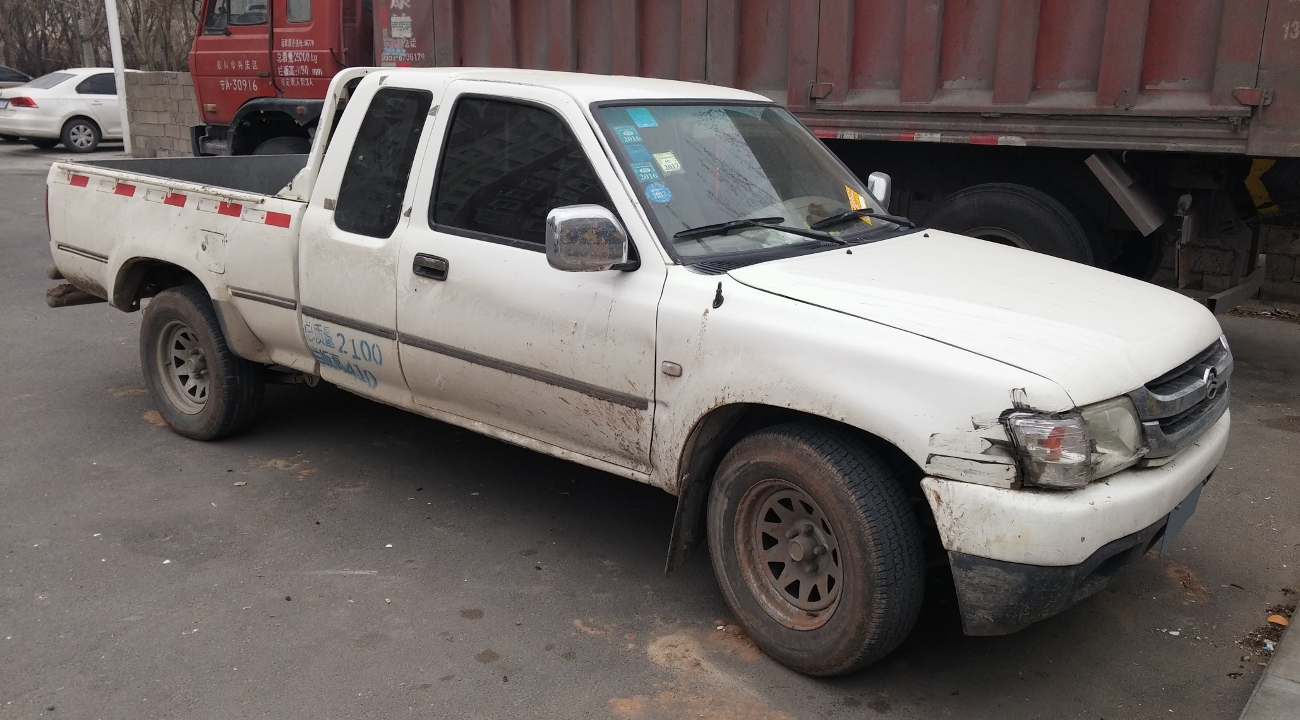
Deer G2 с полуторной кабиной

- Deer G1 — 2-дверный, одинарная кабина, двухместный, стандартная база
- Deer G2 — 2-дверный, полуторная кабина, пятиместный, короткая база
- Deer G3 — 4-дверный, пятиместный, стандартная база
- Deer G4 — 4-дверный, пятиместный, увеличенная база
- Deer G5 — 4-дверный, пятиместный, ещё более увеличенная база (на 530 мм длиннее стандартной)